# Matthias Vandenbulcke
Matthias Michel Vandenbulcke (Izegem, 7 april 1992) is een Belgisch radiopresentator uit West-Vlaanderen. Hij presenteert sinds 2018 bij Qmusic.

## Loopbaan

### Medialaan en DPG Media
Vandenbulcke komt uit de Q Academy van de Vlaamse radiozender Qmusic. In 2018 was Vandenbulcke prominenter te horen als een van de presentatoren in het Q Beach House. Vanaf september 2018 presenteerde hij in het weekend op Qmusic, op zaterdag- en zondagnamiddag.
Vanaf 7 september 2019 praatte hij samen met Qmusic-collega Felice Dekens de 100 favoriete nummers van de Qmusic-luisteraars aan elkaar. In de zomer van 2020 presenteerde hij mee "De Foute 528", opnieuw met Felice Dekens en afwisselend met andere duo's.
In september 2020 werd hij een belangrijke stem van Qmusic. Hij nam voortaan van maandag tot vrijdag het voormiddagblok (10u-12u) voor zijn rekening, tussen de ochtendshow (en "Het Foute Uur") met Maarten Vancoillie en Dorothee Dauwe en het middaguur (12u-13u) met Maureen Vanherberghen. Sinds najaar 2021 loopt het programma van Vandenbulcke tot 13 uur.

### Televisie
In 2022 had hij een cameo in de tweede aflevering van het programma Echte Verhalen: De Buurtpolitie VIPS.
Vanaf januari 2023 presenteert hij ofwel met Evi Hanssen, Viktor Verhulst, Celine Van Ouytsel of Tatyana Beloy (afwisselend en telkens in duo) het laatavondprogramma Play Café op de commerciële televisiezender Play4.

## Persoonlijk leven
Vandenbulcke is afkomstig uit het West-Vlaamse Izegem en is woonachtig te Gent.
Matthias is de neef van profrenner Alex Vandenbulcke. 